# John Lubbock
John Lubbock, 1º Barone di Avebury (Londra, 30 aprile 1834 – Ramsgate, 28 maggio 1913), è stato un archeologo britannico.

## Biografia
Banchiere, fu notevolmente influenzato nei suoi studi da Charles Darwin e Alfred Russel Wallace, contrapponendosi a George Douglas Campbell, VIII duca di Argyll. Autore di volumi archeoantropologici come Età preistoriche (1865) e Matrimonio, totemismo e religione (1911), per primo suddivise la preistoria in Paleolitico (fino al 10000 a.C.) e Neolitico.
Nel 1879 fu eletto a Londra primo presidente del neocostituito The Institute of Bankers.
È noto anche per aver redatto, nel 1886, una lista di 100 libri - intesa come i libri che, nella sua esperienza, aveva sentito più frequentemente essere consigliati come meritevoli di essere letti.